# District de Ba Dinh
Ba Đình est un district urbain (quận) de Hanoï au Viêt Nam.

## Description

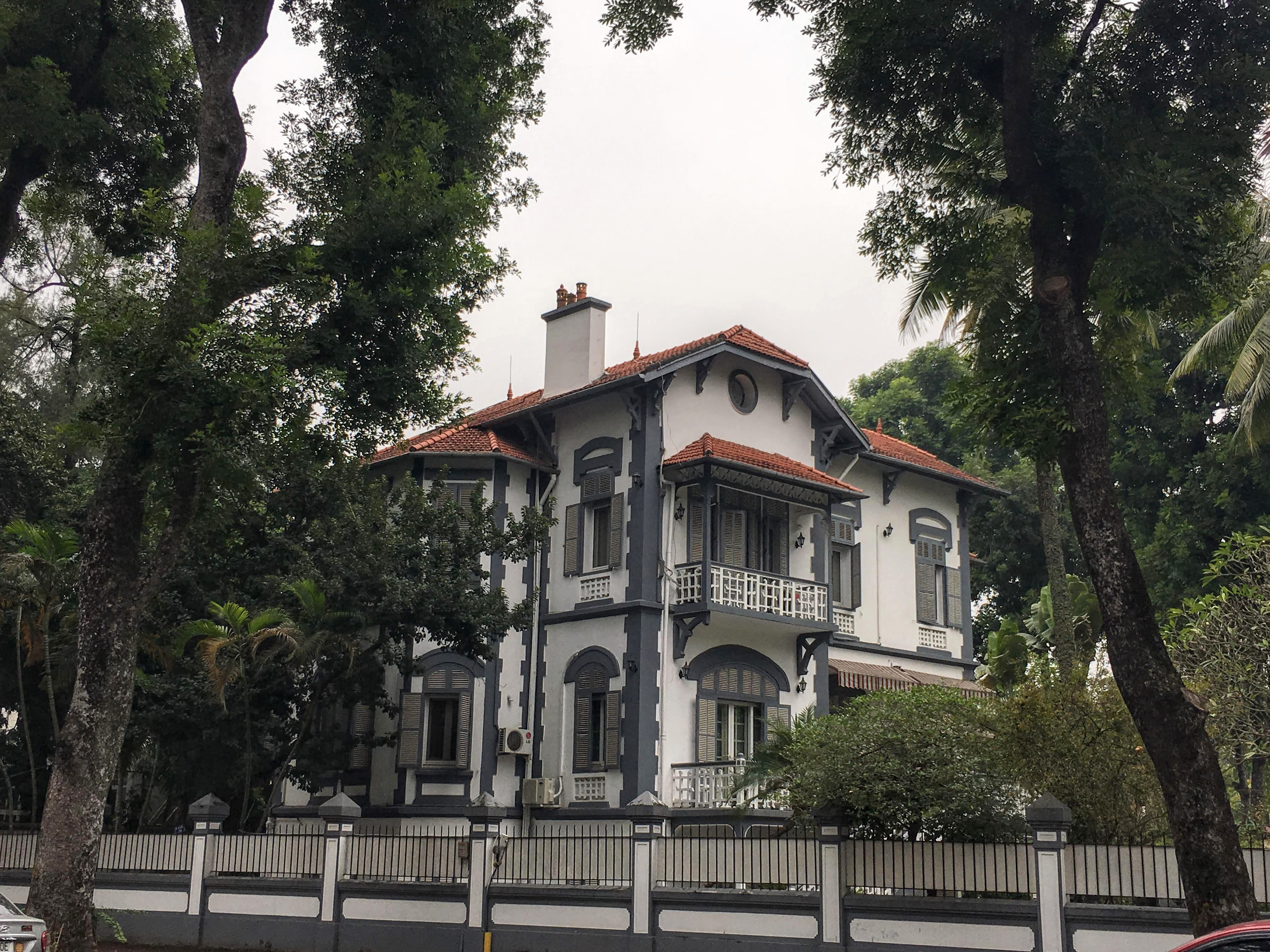
Une villa française à Ba Đình.

Le district était autrefois appelé le « quartier français » en raison d'une forte concentration de villas de style français et d'édifices gouvernementaux construits lorsque Hanoï était la capitale de l'Indochine française.
Ce nom est encore utilisé dans la presse. 
La moitié sud du district de Hoan Kiem est également appelée « quartier français », également en raison de nombreux bâtiments de style français, dont la plupart sont maintenant utilisés comme ambassades étrangères. 
De nos jours, le district de Ba Dinh est le centre politique du Vietnam. 
La plupart des organismes gouvernementaux et des ambassades y sont situés.
Il est limité au nord par Tây Hồ, à l'est par le Fleuve Rouge, au sud par Đống Đa, au sud est par Hoàn Kiếm, et à l'ouest par Cầu Giấy.

## Lieux et monuments

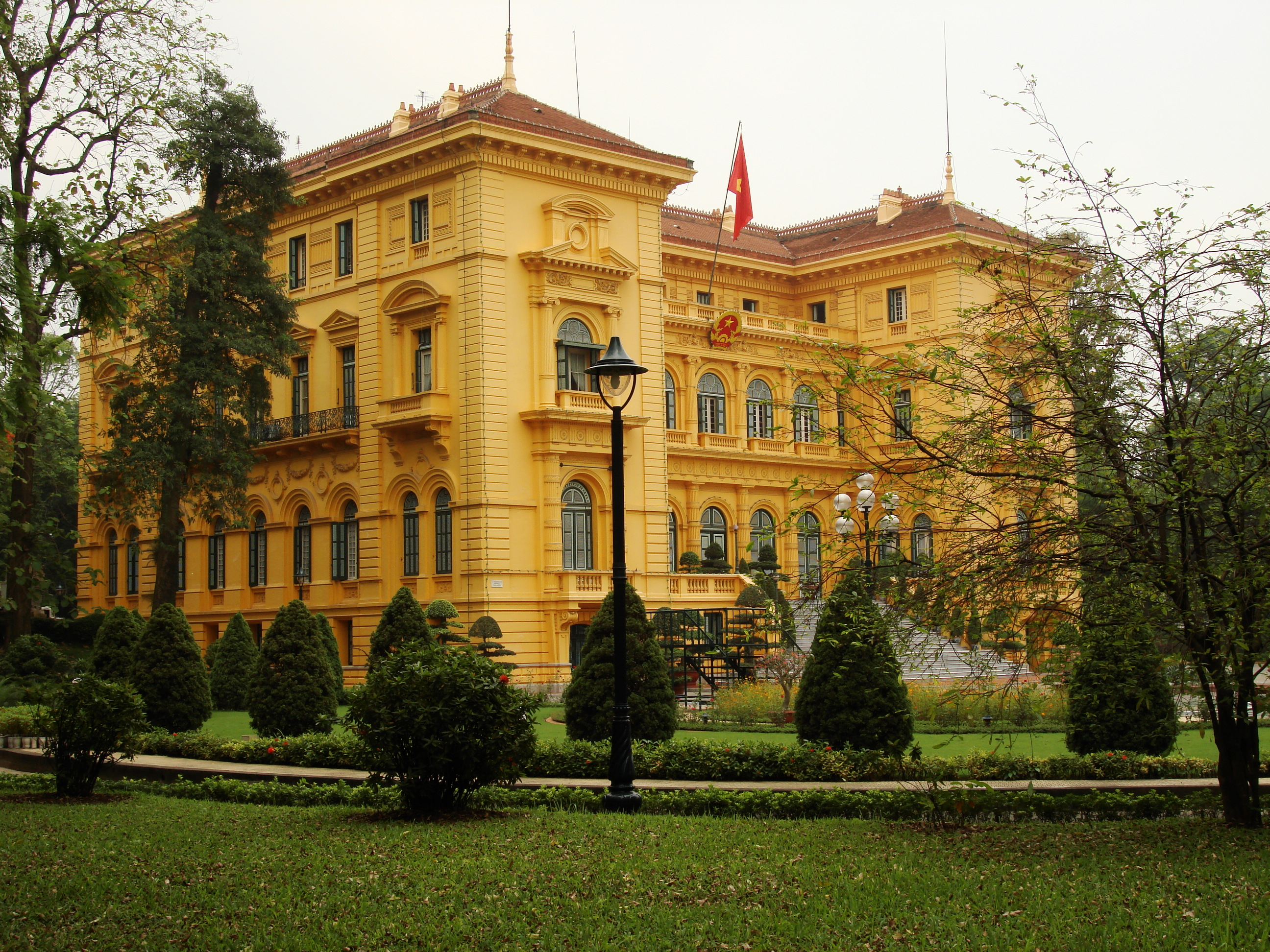
Palais présidentiel.

Le district a une architecture ancienne très variée:
- Mausolée de Hô Chi Minh
- Place Ba Dinh
- Ancienne assemblée générale (en)
- Pagode Môt Côt
- Musée Hồ Chí Minh
- Cité impériale de Thang Long
- Musée d'histoire militaire du Vietnam (en)

La place Ba Dinh.

- Musée des beaux-arts du Viêt Nam
- Palais présidentiel
- Lac de Truc Bach
- Temple de Quan Thanh
- Zoo de Hanoï
- Lac Huu Tiep